# Roberto Maroni
Roberto Ernesto Maroni (Varese, 15 marzo 1955 – Lozza, 22 novembre 2022) è stato un politico italiano, esponente di spicco della Lega Nord e segretario federale di quest'ultima dal 2012 al 2013. Oltre che deputato per sei legislature consecutive, ha più volte ricoperto la carica di ministro della Repubblica Italiana: prima come ministro dell'interno nei governi Berlusconi I e IV e poi come ministro del lavoro e delle politiche sociali nei governi Berlusconi II e III. Dal 2013 al 2018 ha anche ricoperto la carica di presidente della Regione Lombardia.

## Biografia

### I primi anni

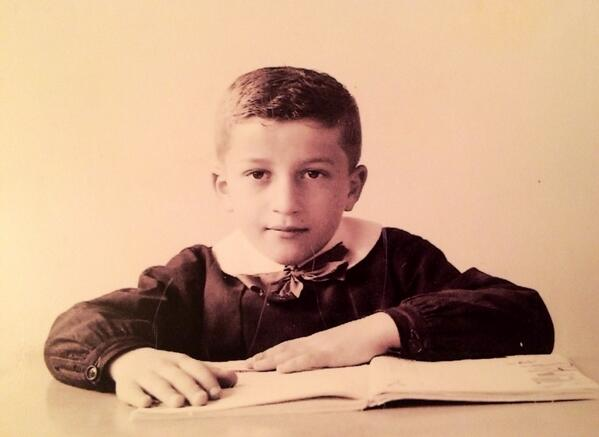
Roberto Maroni in prima elementare, 1961

Nato a Varese e cresciuto a Lozza (Varese), paese di origine ancestrale della famiglia, Maroni crebbe frequentando gli ambienti dell'oratorio e della parrocchia come chierichetto e organista. Studiò al liceo classico "Ernesto Cairoli" a Varese, dove fu allievo del professore cattolico marxista Cesare Revelli che lo indirizzò alla politica. Il giovane Maroni per buona parte della sua adolescenza frequentò formazioni politiche di estrema sinistra: nell'ambito del Sessantotto militò in vari gruppi politici marxisti-leninisti attivi a Varese, in particolare nel Movimento Studentesco, e fino al 1979 in Democrazia Proletaria. In questo periodo ebbe un'esperienza come conduttore radiofonico nella radio libera Radio Varese, dove si occupò di un programma dedicato al folclore locale.
Tra i banchi del liceo Cairoli conobbe Emilia Macchi, figlia di uno dei fondatori della storica azienda Aermacchi, che sposò nel 1983 e dalla quale avrebbe poi avuto i tre figli Chelo, Filippo e Fabrizio. Laureatosi in giurisprudenza presso l'Università degli Studi di Milano, Maroni si recò a L'Aquila per sostenere l'esame di Stato da procuratore e iniziò a lavorare come praticante avvocato presso l'avvocato Calligari a Varese, oltre a collaborare con un giornale locale. Dopo il servizio militare, tra il 1981 e il 1992 lavorò nell'ufficio legale di diverse società: alla Banca d'America, al Banco Ambrosiano e alla Banca del Monte a Milano e alla Avon a Olgiate Comasco, divenendo dirigente in quest'ultima. A partire dal 1983 e per il resto della sua vita Maroni ricoprì il ruolo di tastierista, suonando l'organo Hammond, nel gruppo varesino dei Distretto 51. Famosa sarebbe poi divenuta la sua passione per il Milan.

### L'inizio dell'attività politica
Il primo incontro tra Maroni e Umberto Bossi avvenne nel 1979, nell'ambito di un progetto di lottizzazione di Lozza, osteggiato dall'amico e vicino di casa di Maroni, Andrea Brianza; quest'ultimo, conosciuto e sostenuto da Bossi, presentò l'attivista a Maroni. Tra i due iniziò quindi una breve collaborazione sui temi dell'autonomismo; si impegnarono in particolare ad affiggere clandestinamente manifesti e a tracciare scritte sui muri. Maroni si rese partecipe nella società editoriale Nord Ovest, fondata insieme a Bossi e Bruno Salvadori dell'Union Valdôtaine, contribuendo poi a pagarne i debiti, e nell'Unolpa (Unione Nord-Occidentale Lombarda per l'Autonomia), fondata da Bossi. Dopo una lunga parentesi dedicata agli impieghi professionali, l'impegno politico di Maroni riprese nel 1989, in seguito alla fondazione della Lega Nord. Nel 1990, su invito di Bossi, Maroni divenne segretario provinciale della Lega Lombarda a Varese. Alle elezioni amministrative del 1990 Maroni venne eletto consigliere comunale e alle elezioni politiche del 1992 venne eletto alla Camera dei deputati, dove assunse la carica di vicecapogruppo leghista. Sempre nel 1992 alle elezioni amministrative, culminate nell'elezione a Varese di Raimondo Fassa, primo sindaco leghista in una città capoluogo di provincia, Maroni risultò il candidato più votato e venne nominato assessore al commercio e alla polizia urbana e in seguito assessore alle risorse finanziarie.

### Ministro dell'interno
Dopo la vittoria elettorale del Polo delle Libertà alle elezioni politiche del 1994 e il successivo incarico di formare un esecutivo presieduto da Silvio Berlusconi, venne nominato Ministro dell'interno e Vicepresidente del Consiglio dei ministri in quota Lega nel governo Berlusconi I; diventò così il primo politico non democristiano della storia repubblicana ad assumere la titolarità del Ministero dell'interno. In quei mesi si distinse per la polemica instaurata in merito al decreto Biondi sull'abolizione della custodia cautelare, che suscitò numerose polemiche in quanto secondo le accuse il decreto favoriva le persone coinvolte in Tangentopoli e serviva a proteggere certe categorie economiche privilegiate. Il decreto fu firmato da Maroni stesso, oltre che dall'allora ministro di grazia e giustizia Alfredo Biondi. Il giorno successivo Maroni accusò di essere stato imbrogliato e di non aver compreso realmente l'entità del provvedimento: «Faccio autocritica perché il governo ha dato l'impressione di voler proteggere alcuni amici». Si trattò di un segnale di crisi, primo indizio dell'uscita della Lega dalla coalizione di maggioranza, con la conseguente caduta del governo Berlusconi avvenuta qualche mese dopo le elezioni politiche del 1994. Maroni si oppose alla sfiducia, ricevendo per questo feroci critiche da Bossi e rimase temporaneamente fuori dalla Lega.

### La fase secessionista

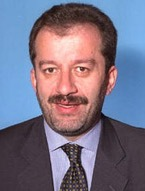
Maroni rieletto alla Camera nel 1996.

A partire dal 1996 Maroni fu al fianco di Bossi nella svolta secessionista della Lega Nord. Il 12 agosto 1996 il procuratore di Verona avviò delle indagini sulla Guardia Nazionale Padana, sospettata di essere un'organizzazione paramilitare, e in occasione della dichiarazione d'indipendenza della Padania, avvenuta a Venezia il 15 settembre 1996, venne indagato dalla magistratura per reati legati al vilipendio dell'unità nazionale.
Il 18 settembre venne così disposta la perquisizione delle residenze di Corinto Marchini, Enzo Flego e Sandrino Speri. Due pattuglie della DIGOS si presentarono alla sede della Lega di via Bellerio a Milano. A tale perquisizione si opposero alcuni leghisti, tra i quali Maroni, che ne contestavano la validità. Marchini aveva indicato come proprio ufficio una stanza che si rivelò invece essere, come scritto sulla porta, l'ufficio di Roberto Maroni; nessun altro locale venne identificato come un possibile ufficio dell'indagato. Il procuratore decise di ignorare tale informazione e di far perquisire ugualmente l'ufficio. Si contarono contusi da entrambe le parti e Maroni, caricato su una barella, venne portato in ospedale.
Maroni venne imputato a Verona nel 1996 come ex capo delle camicie verdi, insieme ad altri quarantaquattro leghisti, con le accuse di attentato contro la Costituzione e l'integrità dello Stato e creazione di struttura paramilitare fuorilegge. Tuttavia, i primi due reati contestati sono stati ampiamente ridimensionati dalla legge 24 febbraio 2006, nº 85 varata dal centrodestra allo scadere della legislatura. Restava in piedi solo il terzo, ma anche da questo Maroni ottiene il non luogo a procedere nel dicembre 2009. Il 1º ottobre 2010, dopo le pause di qualche anno per aspettare la delibera prima della Corte di giustizia dell'Unione europea e poi della Corte costituzionale, sulla posizione dei 36 indagati che al tempo ricoprivano cariche di eurodeputato o di parlamentare, la difesa ha sollevato un'eccezione, con riferimento all'entrata in vigore imminente, l'8 ottobre, del nuovo codice dell'ordinamento militare che abroga l'associazione a carattere militare. Il 26 febbraio 2012 il giudice ha sollevato dubbio di legittimità sui 2 decreti con cui nel 2010 il governo Berlusconi aveva cancellato articoli di legge per il reato di associazione militare con fini politici.
Il 16 settembre 1998 Roberto Maroni fu condannato in primo grado a 8 mesi per oltraggio e resistenza a pubblico ufficiale, per aver tentato di mordere un polpaccio a un agente di polizia incaricato di perquisire la sede del partito in via Bellerio a Milano. La Corte di appello di Milano il 19 dicembre 2001 ha confermato la decisione di primo grado riducendo la pena a 4 mesi e 20 giorni perché nel frattempo il reato di oltraggio era stato abrogato. La Cassazione nel 2004 ha poi confermato la condanna commutandola però in una pena pecuniaria di 5 320 euro. Per la Suprema Corte «la resistenza» di Maroni e degli altri leghisti «non risultava motivata da valori etici, mentre la provocazione era esclusa dal fatto che non si era in presenza di un comportamento oggettivamente ingiusto ad opera dei pubblici ufficiali». In modo particolare gli atti compiuti da Maroni sono stati ritenuti «inspiegabili episodi di resistenza attiva [...] e proprio per questo del tutto ingiustificabili».

### Ministro del lavoro e delle politiche sociali
L'8 giugno 2001 Massimo Dolazza, guardia del corpo di Umberto Bossi, responsabile della sicurezza della Lega e senatore nella XII e XIII legislatura, pubblicò un'intervista, seguita da un libro-inchiesta, nel quale denunciava i legami trasversali dei partiti politici col gruppo Finmeccanica. Nel capitolo conclusivo riportò il caso della ex moglie di Roberto Maroni, Emilia Macchi, all'epoca direttore delle risorse umane della Aermacchi. Mentre Dolazza non venne ricandidato alle elezioni politiche e ritornò a ricoprire il ruolo di consigliere leghista a Stezzano, Maroni iniziò a lavorare nell'ambito della nuova coalizione della Casa delle Libertà quale delegato leghista alla definizione del programma per le elezioni politiche del 2001, nelle quali venne rieletto deputato nel collegio uninominale di Varese.
A partire da giugno 2001 Maroni ricoprì l'incarico di ministro del lavoro e delle politiche sociali nei governi Berlusconi II e III, avvalendosi della collaborazione del giuslavorista Marco Biagi, che venne tuttavia assassinato dalle Nuove Brigate Rosse, malgrado la sollecitazione del ministro a rinnovargli la scorta. Tra le norme volute da Maroni vi fu la legge delega 23 agosto 2004, nº 243 e il successivo decreto legislativo 5 dicembre 2005, nº 252 in base ai quali venne innalzata l'età pensionabile dai cinquantasette ai sessant'anni; la manovra entrò in vigore nel 2008 e venne aspramente criticata dalle forze di centro-sinistra; il governo Prodi II procedette poi a rimodularlo. A partire dal 2004 cominciò a stringersi attorno a Bossi il cosiddetto "cerchio magico", composto dai suoi collaboratori più vicini, dal quale però Maroni si vide escluso.

### Capogruppo della Lega Nord alla Camera
Alle elezioni politiche del 2006 Maroni venne rieletto deputato tra le liste della Lega Nord-Movimento per l'Autonomia nella circoscrizione Lombardia 2 in seconda posizione. Nella XV legislatura è stato membro della 3ª Commissione Affari esteri e comunitari, segretario della Giunta delle elezioni e capogruppo del gruppo parlamentare della Lega Lega Nord Padania alla Camera.
Nel settembre 2006 fece scalpore la dichiarazione di Maroni a Vanity Fair nella quale asseriva di scaricare musica digitale illegalmente: la provocazione, a suo avviso, serviva a portare il caso della difficile reperibilità dell'MP3 a basso costo nel web al Parlamento. Il fatto costrinse la Federazione Industria Musicale Italiana a emettere un comunicato stampa in cui condannarono le parole dell'ex-ministro, affermando che oltre sedici milioni di download legali venivano effettuati ogni anno in Italia.
Alle elezioni comunali in Emilia-Romagna del 2007 si candidò al consiglio comunale di Porretta Terme, senza però essere eletto. Diventò poi consigliere comunale nel 2009 in seguito alla rinuncia di altri suoi colleghi di opposizione, ma il 3 luglio 2010 l'edizione locale del Resto del Carlino diede la notizia delle sue dimissioni, rassegnate per mancanza di tempo.

### Ritorno al Ministero dell'interno

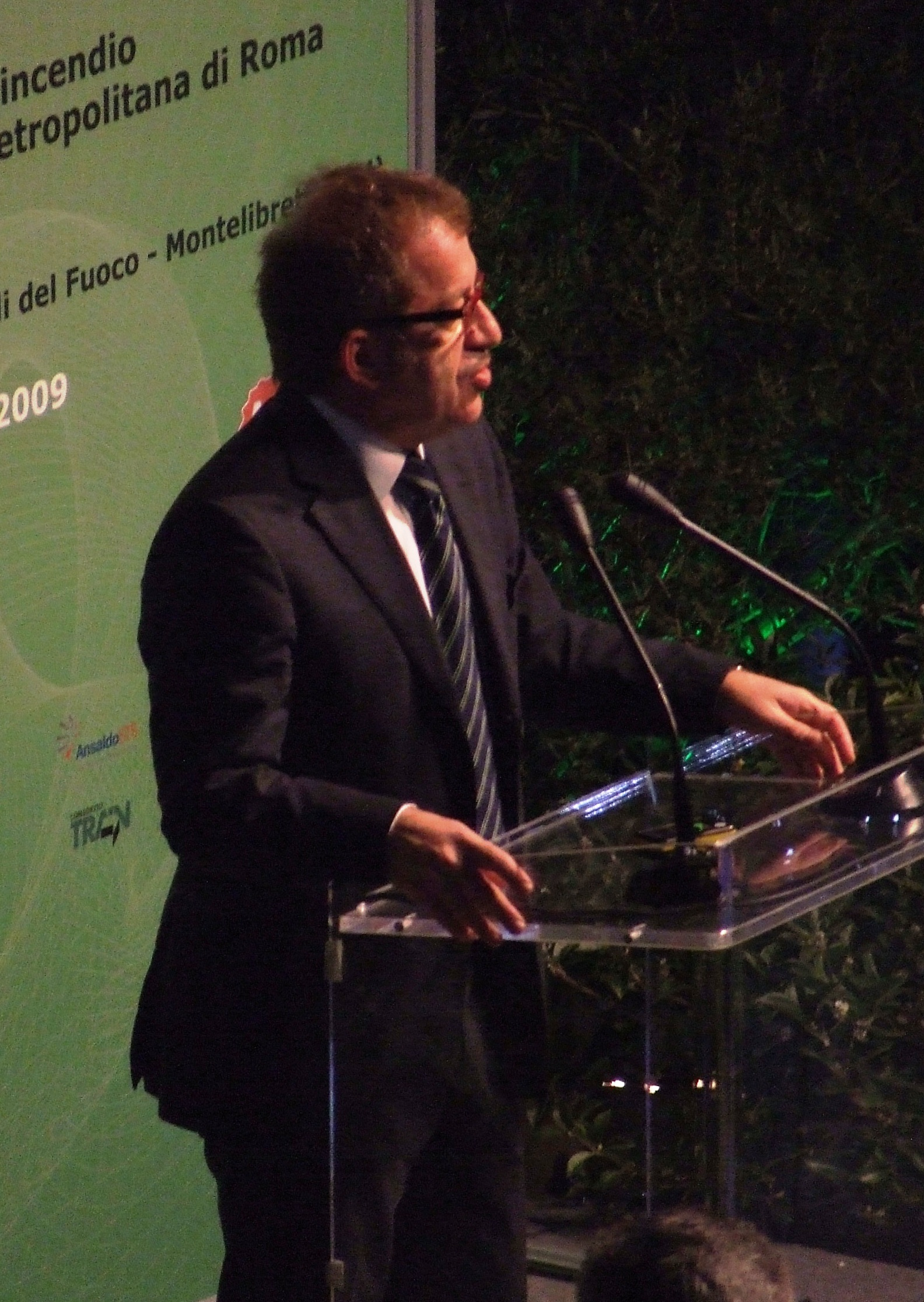
Roberto Maroni nel 2009

Il 7 maggio 2008 Silvio Berlusconi affidò nuovamente a Maroni l'incarico di ministro dell'interno. La sua proposta di prendere le impronte digitali a chi non fosse in grado di documentare la propria identità, con particolare attenzione ai bambini rom, venne da lui definita «un provvedimento atto a tutelare i minori stessi, obbligati dai genitori ad andare a rubare o mendicare», mentre gli oppositori la definirono «un atto xenofobo e razzista, che costringe i bambini a pagare per colpe non loro».
Il 20 maggio il consiglio dei ministri approvò il decreto sicurezza 23 maggio 2008, nº 92 varato da Maroni. Tra i provvedimenti principali vi furono la confisca degli appartamenti affittati a stranieri in condizioni di clandestinità, l'aumento della pena per guida in stato di ebbrezza o sotto l'effetto di sostanze stupefacenti, l'introduzione della possibilità per i sindaci di adottare provvedimenti urgenti in caso di gravi pericoli per l'incolumità pubblica o per la sicurezza urbana, l'estensione delle attività della polizia municipale, modifiche al codice di procedura penale per ampliare le fattispecie penali perseguibili con il rito del giudizio direttissimo e con quello del giudizio immediato, l'ampliamento dei casi in cui non può essere disposta la sospensione dell'esecuzione della pena, l'attribuzione al procuratore della Repubblica del potere di proporre l'adozione delle misure di prevenzione della sorveglianza speciale di pubblica sicurezza e dell'obbligo di soggiorno nel comune di residenza o di dimora abituale, il divieto di patteggiamento in appello per i reati di mafia e specifiche norme per rendere più facile la distruzione delle merci contraffatte.

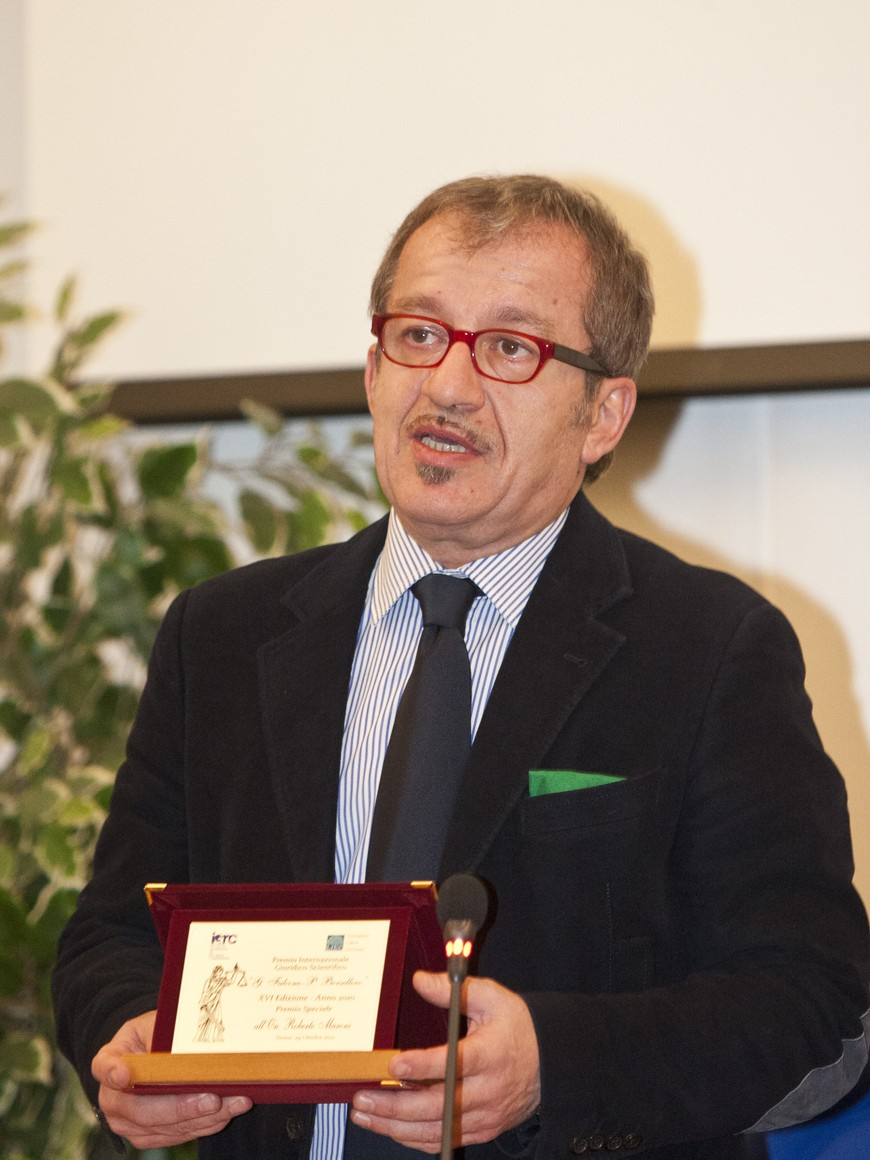
Maroni riceve il premio Falcone e Borsellino per l'impegno nella lotta alla mafia

Il decreto Maroni fu invece un pacchetto di norme approvato dal Senato nell'aprile 2009 che previde l'introduzione del reato di stalking, il carcere obbligatorio per chi fosse sospettato di reati di violenza sessuale, prostituzione minorile, pedopornografia o turismo sessuale e l'istituzione della tessera del tifoso.
L'impegno contro la mafia, avviato insieme ad Angelino Alfano, fu lodato da svariate personalità, tra le quali Luigi Ciotti e Roberto Saviano. Saviano tuttavia lanciò in televisione accuse alla Lega Nord, che secondo lui sarebbe stata collusa con la 'ndrangheta; Maroni partecipò alla puntata successiva del programma per ribattere a tali affermazioni.
Durante il suo mandato la Corte europea dei diritti dell'uomo condannò lo Stato italiano per aver respinto verso la Libia un gruppo di profughi africani intercettato dalle autorità italiane a sud di Lampedusa. Secondo la corte era stata violata la Convenzione europea per i diritti dell'uomo «che proibisce trattamenti inumani e degradanti, perché i ricorrenti sono stati esposti al rischio di maltrattamenti in Libia e del ritorno in Somalia ed Eritrea». Venne riscontrata anche una 'violazione dell'articolo 4 del protocollo 4', che si riferisce al divieto delle espulsioni collettive.
Nel 2009 Maroni venne indagato a Milano per finanziamento illecito, relativamente a somme ricevute tra il 2007 e il 2008 per consulenze dalla società Mythos. Nel 2010 però la procura di Roma chiese l'archiviazione del caso, che venne poi disposta dal GIP della capitale, essendo stato accertato dal pubblico ministero che «quei soldi erano il pagamento di una consulenza legale resa regolarmente da Maroni alla Mythos».

### Segretario federale della Lega Nord
All'interno della Lega Maroni assunse posizioni politiche molto spesso contrastanti rispetto a quelle decise da Bossi e la sua cerchia più stretta, creando una propria corrente, quella dei "barbari sognanti", in contrapposizione al "cerchio magico" attorno a Bossi. Dal 2007 al 2011 Maroni fu inoltre il secondo presidente del Parlamento del Nord e in precedenza ricoprì anche l'incarico di primo ministro della Padania, succedendo a Francesco Speroni. Nel dicembre 2011 venne inoltre nominato presidente della Commissione Cittadinanza, Immigrazione, Sicurezza del Parlamento del Nord.
Dal 5 aprile 2012, in seguito allo scandalo Belsito e delle conseguenti dimissioni di Bossi dalla carica di segretario federale del partito, Maroni fece parte insieme a Roberto Calderoli e a Manuela Dal Lago del comitato incaricato dal partito di occuparsi transitoriamente della gestione ordinaria dello stesso, fino alla celebrazione del congresso federale svoltosi nelle giornate di sabato 30 giugno e domenica 1º luglio. Il 1º luglio 2012, durante il congresso federale tenutosi al Mediolanum Forum, Maroni venne eletto a maggioranza segretario federale della Lega Nord. Il nuovo segretario iniziò a rinnovare l'assetto organizzativo nominando tre vicesegretari: Giacomo Stucchi, Federico Caner e Elena Maccanti; Roberto Calderoli diventò il responsabile federale organizzativo del territorio. Il simbolo del partito venne modificato, in quanto scomparve la parola Bossi che venne sostituita con Padania.
Il 29 gennaio 2013 annunciò che si sarebbe dimesso in seguito alle elezioni regionali del 2013 sia in caso di vittoria ed elezione a presidente della Lombardia per poter guidare istituzionalmente la creazione dell'Euroregione del Nord, sia in caso di sconfitta perché «un leader che si candida non può riciclarsi se viene sconfitto». Il 2 settembre 2013 annunciò quindi le dimissioni da segretario per potersi dedicare a tempo pieno al suo incarico di presidente della regione. Dichiarò inoltre che il congresso del partito sarebbe avvenuto entro la fine dell'anno. Il 7 dicembre si svolsero le primarie degli iscritti che elessero nuovo segretario federale Matteo Salvini. Il 15 dicembre, al congresso federale straordinario tenutosi a Torino, a Maroni succedette ufficialmente Salvini.

### Presidente della Lombardia
Nell'ottobre 2012 venne ufficializzata la candidatura di Maroni alla presidenza della regione Lombardia nelle elezioni regionali del 2013. Alla coalizione che faceva capo a Maroni presero parte la Lega Nord, il Popolo della Libertà, la Destra e varie liste civiche, oltre al presidente uscente Roberto Formigoni. Il 26 febbraio 2013 venne eletto presidente della regione con 2456921 voti e il 42,81% delle preferenze contro il 38,24% ottenuto da Umberto Ambrosoli, secondo classificato tra i candidati presidenti. Nel Consiglio regionale della Lombardia venne iscritto al gruppo della Lista Maroni Presidente. Durante la sua presidenza della regione venne varata una riforma della sanità che, tra le altre cose, unificava gli assessorati regionali di sanità e welfare. Come presidente della regione, Maroni si fece inoltre promotore del referendum consultivo sull'autonomia svoltosi nel 2017. Nel 2016 si candidò inoltre al consiglio comunale di Varese tra le file della Lega Nord, risultando poi eletto. 
Il 14 luglio 2014 Maroni venne iscritto nel registro degli indagati dalla procura di Busto Arsizio per «induzione indebita a dare o promettere utilità per presunte irregolarità» inerenti due contratti di collaborazione a termine su progetti relativi alla fiera universale Expo 2015. Con lo stesso capo di imputazione venne notificato un avviso di garanzia anche a Giacomo Ciriello, capo della sua segreteria. Il 3 giugno 2015 ricevette l'avviso di garanzia della chiusura delle indagini preliminari. Dopo essere stato condannato in primo grado e in appello a un anno di reclusione, è stato infine assolto in Cassazione nel novembre 2020.
L'8 gennaio 2018, durante una conferenza stampa, Maroni annunciò la volontà di non ripresentarsi alle elezioni regionali previste per il 4 marzo 2018 per motivi personali e lanciò la candidatura dell'ex sindaco di Varese Attilio Fontana, sostenuta da Lega, Forza Italia e Fratelli d'Italia; proprio Fontana verrà eletto suo successore a Palazzo Lombardia. Nel 2020 Maroni venne nuovamente rinviato a giudizio con l'accusa di aver favorito un'altra sua collaboratrice quando era presidente della regione. Il processo venne tuttavia rinviato alla fine del 2021, su richiesta della difesa, per gravi motivi di salute dell'imputato.

### Ultimi anni
In seguito alla fine del suo mandato da presidente di regione, Maroni avviò una collaborazione con il Foglio e tenne un proprio blog sull'HuffPost. Continuò a suonare l'organo Hammond nei Distretto 51 e, appassionato di vela, effettuò nel 2018 la traversata atlantica in catamarano con cinque amici.
Nel 2020 entrò nel consiglio di amministrazione del Gruppo ospedaliero San Donato e nel settembre dello stesso anno, in un'intervista alla Prealpina, ufficializzò la sua candidatura a sindaco di Varese, in vista delle elezioni comunali del 2021. Il 6 giugno 2021, tuttavia, lo stesso Maroni comunicò il ritiro della candidatura per gravi problemi di salute, annunciando di essere affetto da un tumore al cervello. Il 20 ottobre 2021, nominato dal ministro Luciana Lamorgese, si insediò come presidente della consulta per l'attuazione del protocollo d'intesa per la prevenzione e il contrasto dello sfruttamento lavorativo in agricoltura e del caporalato, organo del Ministero dell'interno.
Morì il 22 novembre 2022, all'età di 67 anni, nella sua casa a Lozza, a causa dell'aggravarsi della malattia. I funerali di Stato, deliberati all'unanimità dal Consiglio dei ministri, sono stati celebrati il 25 novembre nella Basilica di San Vittore a Varese dal Vescovo ausiliare di Milano Giuseppe Vegezzi, alla presenza di numerose autorità politiche locali e nazionali.

## Opere
- Il mio Nord. Il sogno dei nuovi barbari, con Carlo Brambilla, Milano, Sperling & Kupfer, 2012, ISBN 9788820053116
- Il rito ambrosiano. Per una politica della concretezza Milano, Rizzoli, 2018, ISBN 8817108375
- Il Viminale esploderà. Romanzo, con Carlo Brambilla, Milano, Ugo Mursia Editore, 2022 ISBN 8842565121

### Introduzioni, presentazioni
- Giovanna Pajetta, Il grande camaleonte. Episodi, passioni, avventure del leghismo, prefazione di Gad Lerner, introduzione di Roberto Maroni, coll. Anni Novanta n. 15, Milano, Feltrinelli, 1994
- Gilberto Oneto, Polentoni o padani? Apologia di un popolo di egoisti xenofobi ignoranti ed evasori, introduzione di Roberto Maroni, coll. Quaderni Padani n. 101-102, Rimini, Il Cerchio, 2012
- Laura Burzilleri, Carla Colombo (ideazione), Eventi d'acqua, Consorzio di Bonifica Est Ticino Villoresi, Trucazzano, Arti Grafiche Bianca & Volta, 2016